# Доктор Хаус
Доктор Хаус (енгл. House&nbsp;/&nbsp;House&nbsp;M.D.&nbsp;/&nbsp;Dr. House) америчка је телевизијска серија аутора Дејвида Шора и Пола Атанасија. Пилот епизода серије премијерно је емитована 16. новембра 2004.  на ТВ мрежи Фокс.
Главни лик је др Грегори Хаус, ексцентрични медицински геније који води тим дијагностичара измишљене болнице Принстон-Плејнсборо (енгл. Princeton-Plainsboro Teaching Hospital) у Њу Џерзију. Лик Грегорија Хауса, Американца по коме је серија добила назив, тумачи британски глумац Хју Лори, који је за своју интерпретацију добио награду Златни глобус (2006. и 2007. године). Последња епизода серије емитована је 21. маја 2012. Хаус се често сукобљава са својим колегама лекарима, укључујући и дијагностички тим који предводи јер су многе његове хипотезе о болестима пацијената засноване на суптилним или контроверзним увидима. Његово омаловажавање болничких правила и процедура често га доводи у сукоб са шефом, болничким администратором и деканом др Лизом Кади (Лиса Еделштајн). Његов једини прави пријатељ је др Џејмс Вилсон (Роберт Шон Леонард), шеф одељења за онкологију.
Током прве три сезоне, Хаусов дијагностички тим чине др Роберт Чејс (Џеси Спенсер), др Алисон Камерон (Џенифер Морисон) и др Ерик Форман (Омар Епс). На крају треће сезоне овај тим се распада. Уз Форман, Хаус постепено бира три нова члана тима: др Реми "Тринаест" Хадли (Оливија Вајлд), др Крис Тауб (Питер Џејкобсон) и др Лоренс Катнер (Кел Пен). Чејс и Камерон настављају да се повремено појављују у различитим улогама у болници. Кутнер умире касно у петој сезони; почетком шесте сезоне, Камерон напушта болницу, а Чејс се враћа дијагностичком тиму. Тринаест узима одсуство током већег дела седме сезоне, а њено место заузима студент медицине Марта М. Мастерс (Амбер Тамблин). Кади и Мастерс одлазе пре осме сезоне; Форман постаје нови декан, док се др Џесика Адамс (Одета Анабле) и др Чи Парк касније придружују Хаусовом тиму.
Извршни продуценти серије били су Шор, Атанасио, Атанасиова пословна партнерка Кејти Џејкобс и филмски редитељ Брајан Сингер. Снимање серије је већински реализовано у кварту и пословном округу у Вестсидеу округа Лос Анђелес под називом Century City. Серију су продуцирале продуцентске куће Heel and Toe Films, Shore's Shore Z Productions, Singer's Bad Hat Harry Productions и Universal Television. Хаус је била међу 10 најбољих серија у Сједињеним Америчким Државама од друге до четврте сезоне. Дистрибуирана је у 71 земљи, биоа је најгледанији ТВ програм на свету током 2008. Добио је бројне награде, укључујући пет Награда Еми за програм у ударном термину, две награде Златни глобус, награду Пибоди и девет Награде по избору публике. Осмог. фебруара 2012. Фокс је објавио да ће осма сезона, тада у току, бити последња сезона серије. Финале серије је емитовано 21. маја 2012, након једночасовне ретроспективе.

## Преглед серије
Грегори Хаус, МД, који је често доживљен као  мизантроп и геније за медицину, предводи тим дијагностичара у Наставној болници Принстон–Плејнбероу у Њу Џерсију.
Серија је структурисана око централне радње са одређеним пратећим секундарним причама и наративима који се укрштају током сезона серија. Већина епизода се врти око дијагнозе примарног пацијента и почиње хладним отварањем епизоде (ен. cold opening), изван болнице, показујући догађаје који доводе до појаве симптома пацијента. Типична епизода прати Хаусов тим који покушава да дијагностикују и излечи болест пацијента, што често не успевају све док стање пацијента није критично. Обично лече само пацијенте којима други лекари нису тачно поставили дијагнозу, а Хаус рутински одбија случајеве које не сматра занимљивим.
Обично се пацијенту барем једном постави погрешна дијагноза, што обично узрокује даље компликације, али природа компликација често лекарима даје нове увиде или доказе, што им помаже да исправно дијагностикују пацијента. Хаус често има тенденцију да дође до тачне дијагнозе наизглед из ведра неба, често инспирисан успутном примедбом другог лика. Дијагнозе се крећу од релативно честих до веома ретких болести.
Тим се суочава са многим дијагностичким потешкоћама због прикривања или симптома, околности или личне историје од стране пацијената, тако да Хаус често током разматрања тима изјављује: „Пацијент лаже“ или мрмља „Сви лажу“; таква претпоставка води Хаусове одлуке и дијагнозе. Пошто су многе његове хипотезе засноване на епифанијама или контроверзним увидима, он често има проблема да добије дозволу за медицинске процедуре које сматра неопходним од свог претпостављеног, што је у свим сезонама серије са изузетком последње, др Лиза Кади. Ово је посебно случај када предложене процедуре укључују висок степен ризика или су етички упитне. Хаус се често спори и не слаже са другим лекарима у његовом тиму, посебно др Алисон Камерон, чији су стандарди медицинске етике строжији и конзервативнији од стандарда других лекара.
Као и сви болнички лекари, Хаус је обавезан да лечи пацијенте у клиници установе. Он крајње невољно испуњавање ове дужности, или његове креативне методе да избегну лечење пацијената у амбуланти, представљају подзаплет који се понавља и често је духовита страна серија. Током рада у клиници, Хаус збуњује пацијенте нежељеним запажањима о њиховим личним животима, ексцентричношћу и неортодоксним третманима. Међутим, након што је испрва деловао као непажљив и немаран за пацијенте, он их редовно импресионира брзим и тачним дијагнозама. Аналогије са неким од једноставних случајева које је имао у амбуланти повремено инспиришу увиде који помажу у решавању случаја којима се баве он и тим.
Значајан елемент заплета је Хаусова употреба Викодина за ублажавање бола, изазваног инфарктом четворологавог мишића бута његове десне ноге, што се десило пет година пре прве сезоне серије, што га је такође приморало да свакодневно користи штап. У 11. епизоди прве сезоне, Хаус признаје да је зависник од Викодина, али каже да нема проблема јер сматра да му пилуле дозвољају да ради свој посао и уклањају бол.  Његова зависност је навела колеге Кади и др Џејмса Вилсона да га неколико пута охрабре да оде на рехабилитацију. Када нема приступ Вијодину или доживи неуобичајено интензиван бол, повремено се самолечи другим наркотичким аналгетицима као што су морфијум, оксикодон, и метадон. Хаус такође често пије алкохолна пића када није на лекарској дужности. Пред крај пете сезоне, Хаус почиње да халуцинира; након што су елиминисали друге могуће дијагнозе, Вилсон и он су утврдили да је његова зависност од Викодина највероватнији узрок. Хаус накратко пориче ову тврдњу, али на крају финалне епизоде сезоне добровољно одлази у психијатријску болницу Мејфилд. У првој епизоди следеће сезоне, Хаус напушта Мејфилд, након што је савладао своју зависност од лека. Међутим, око годину и по касније, у 15. епизоди седме сезоне, „Bombshells“, Хаус реагује на вест да Кади вероватно има рак бубрега узимајући Викодин, чиме се враћа старој зависности.

## Концепт
„Знали смо да је ТВ мрежа тражила серију са истрагом, и Полу (Атанасију) је пала на памет идеја о болничкој серији налик на полицијске истраге. Осумњичени су били бацили. Међутим, убрзо ми је постало јасно да нам је потребан главни лик. Хоћу да кажем, бацили немају мотиве.”

— Дејвид Шор, интервју за Writer's Guild magazine
Серију су Дејвид Шор и Пол Атанасио понудили ТВ кући Фокс 2004. године, уз помоћ Полове пословне сараднице Кејти Џејкобс. У то време још увек није био изабран наслов, а серија је окарактерисана као болничко-детективска по угледу на .

#### Алузије на Шерлока Холмса
Сличности између Грегорија Хауса и чувеног измишљеног детектива Шерлока Холмса, кога је створио Артур Конан Дојл, редовно се примећују у серији. Шор је изјавио да је одувек био Холмсов обожавалац, сматрајући индиферентност самог лика према својим клијентима јединственом. Сличност се огледа у Хаусовом ослањању на психологију, чак и у ситуацијама када није очигледно да се она може применити, индуктивном закључивању, као и у одбијању да прихвати случајеве које сматра незанимљивим. Његов истраживачки метод се своди на логичку елиминацију дијагноза у тренутку када се докаже да су немогуће; Холмс је користио сличан метод. Оба лика свирају музичке инструменте (Хаус клавир, гитару и хармонику, а Холмс виолину) и узимају наркотике (Хаус је зависан од викодина, а Холмс рекреативно користи кокаин). Хаусов однос са најбољим пријатељем Џејмсом Вилсоном подсећа на однос између Холмса и његовог поузданог сарадника др Џона Хемиша Вотсона. Роберт Шон Леонард, који глуми Вилсонов лик, изјавио је да је првобитно било замишљено да Хаус и Вилсон (чије је презиме веома слично презимену Холмсовог пријатеља) раде заједно на медицинским случајевима у подједнакој мери, како су то чинили Дојлови ликови; према његовом гледишту, Хаусов дијагностички тим преузео је тај аспект Вилсонове улоге. Шор је изјавио да је Хаусово презиме изабрано као „суптилни омаж” Шерлоку Холмсу. Број Хаусовог стана (221б) представља алузију на Улицу Бејкер 221б, адресу на којој је живео Холмс.
Понекад се у појединачним епизодама појављују додатне везе са случајевима Шерлока Холмса. Пацијент око кога се врти прича пилот епизоде је Ребека Адлер (енгл. Rebecca Adler), чије је име изабрано према лику из прве кратке приче о Шерлоку Холмсу — Ајрин Адлер (енгл. Irene Adler). У последњој епизоди друге сезоне, Хауса је погодио хицима из пиштоља човек који се презива Моријарти, исто као Холмсов велики непријатељ. У епизоди То је дивна лаж емитованој у четвртој сезони, Хаус као божићни поклон добија „друго издање Конана Дојла”. У петој сезони, у епизоди Радост свету, Хаус — у покушају да превари свој тим — користи књигу Џозефа Бела који је послужио Конану Дојлу као инспирација за лик Шерлока Холмса. Ту књигу је претходног Божића добио на поклон од др Вилсона, који је у посвети написао „Грег, натерало ме да се сетим тебе.”. Пре него што открије да је ту књигу он сам поклонио Хаусу, Вилсон говори неким члановима тима да је она припадала пацијенткињи Ајрин Адлер.

### Продуцентски тим
Серија Доктор Хаус је копродукција продуцентских кућа Heel and Toe Films, Shore Z Productions и Bad Hat Harry Productions, у сарадњи са Universal Media Studios, снимана за мрежу Фокс. Паул Атанасио и Кејти Џејкобс (из продуцентске куће Heel and Toe Films), затим Дејвид Шор (власник -а), те Брајан Сингер (из -а), били су извршни продуценти серије од њеног настанка. Лоренс Каплоу (енгл. Lawrence Kaplow), Питер Блејк (енгл. Peter Blake) и Томас Л. Моран (енгл. Thomas L. Moran) прикључили су се екипи у својству писаца на почетку прве сезоне, након снимања пилот епизоде. Писци Дорис Иган (енгл. Doris Egan), Сара Хес (енгл. Sara Hess), Расел Френд (енгл. Russel Friend) и Гарет Лернер (енгл. Garrett Lerner) постали су део продуцентског тима на почетку друге сезоне. Френд и Лернер су добили понуде за позиције писаца у тренутку када је серија почела са емитовањем, али су их они одбили. Након постигнутог успеха серије, прихватили су понуде када их је Џејкобс поново позвао за посао следеће године. Од почетка четврте сезоне, Моран, Френд и Лернер су на шпици наведени као извршни продуценти серије, чиме су се придружили Атанасију, Џејкобсу, Шору и Сингеру. Хју Лори је био извршни продуцент друге и треће епизоде пете сезоне.

## Главни ликови
У прве три сезоне, доктори Ерик Форман, Алисон Камерон и Роберт Чејс били су чланови Хаусовог тима. На крају треће сезоне Форман и Камеронова дали су отказе, а Чејс је био отпуштен. У четвртој сезони, Хаус је запослио 40 доктора с идејом да изабере нове чланове свог тима тако што ће отпуштати оне с којима не буде задовољан. Чејс и Камерон су и даље запослени у болници Принстон-Плејнсборо, а Форман се — након краћег одсуства — вратио у епизоди Анђели чувари.
| Име               | Глумац             | Занимање                                                                            | Улоге по сезонама | Улоге по сезонама | Улоге по сезонама | Улоге по сезонама | Улоге по сезонама | Улоге по сезонама | Улоге по сезонама | Улоге по сезонама |
| Име               | Глумац             | Занимање                                                                            | 1                 | 2                 | 3                 | 4                 | 5                 | 6                 | 7                 | 8                 |
| ----------------- | ------------------ | ----------------------------------------------------------------------------------- | ----------------- | ----------------- | ----------------- | ----------------- | ----------------- | ----------------- | ----------------- | ----------------- |
| Др Грегори Хаус   | Хју Лори           | Специјалиста за инфективне болести, нефролог; шеф одељења за дијагностичку медицину | Главна            | Главна            | Главна            | Главна            | Главна            | Главна            | Главна            | Главна            |
| Др Лиса Кади      | Лиса Еделстин      | Ендокринологиња; директорица болнице                                                | Главна            | Главна            | Главна            | Главна            | Главна            | Главна            | Главна            |                   |
| Др Џејмс Вилсон   | Роберт Шон Леонард | Онколог; шеф онколошког одељења                                                     | Главна            | Главна            | Главна            | Главна            | Главна            | Главна            | Главна            | Главна            |
| Др Ерик Форман    | Омар Епс           | Неуролог, дијагностичар; шеф дијагностичког одељења                                 | Главна            | Главна            | Главна            | Главна            | Главна            | Главна            | Главна            | Главна            |
| Др Роберт Чејс    | Џеси Спенсер       | Хирург, кардиолог, специјалиста за интензивну негу; шеф дијагностичког одељења      | Главна            | Главна            | Главна            | Главна            | Главна            | Главна            | Главна            | Главна            |
| Др Алисон Камерон | Џенифер Морисон    | Имунологиња, специјалисткиња за дијагностичку медицину                              | Главна            | Главна            | Главна            | Главна            | Главна            | Главна            |                   | Гост              |
| Др Крис Тауб      | Питер Џејкобсон    | Пластични хирург, дијагностичар                                                     |                   |                   |                   | Главна            | Главна            | Главна            | Главна            | Главна            |
| Др Лоренс Катнер  | Кал Пен            | Специјалиста за спортску медицину, дијагностичар                                    |                   |                   |                   | Главна            | Главна            |                   |                   | Гост              |
| Др Тринаестица    | Оливија Вајлд      | Интернисткиња, дијагностичарка                                                      |                   |                   |                   | Главна            | Главна            | Главна            | Главна            | Главна            |
| Др Марта Мастерс  | Амбер Тамблин      | Двострука докторица примењене математике и историје уметности, студентица медицине  |                   |                   |                   |                   |                   |                   | Главна            | Гост              |
| Др Џесика Адамс   | Одет Анабл         | Лекарка из затворске клинике, дијагностичарка                                       |                   |                   |                   |                   |                   |                   |                   | Главна            |
| Др Чи Парк        | Чарлин Ји          | Неурологиња, дијагностичарка                                                        |                   |                   |                   |                   |                   |                   |                   | Главна            |

## Сезоне
| Сезона | Сезона | Епизоде | Епизоде | Оригинално емитовање | Оригинално емитовање | Гледаност у САД (милиони) | Место |
| Сезона | Сезона | Епизоде | Епизоде | Премијера            | Финале               | Гледаност у САД (милиони) | Место |
| ------ | ------ | ------- | ------- | -------------------- | -------------------- | ------------------------- | ----- |
|        | 1.     | 22      | 22      | 16. новембар 2004.   | 24. мај 2005.        | 13,3                      | 24    |
|        | 2.     | 24      | 24      | 13. септембар 2005.  | 23. мај 2006.        | 17,3                      | 10    |
|        | 3.     | 24      | 24      | 5. септембар 2006.   | 29. мај 2007.        | 19,4                      | 7     |
|        | 4.     | 16      | 16      | 25. септембар 2007.  | 19. мај 2008.        | 17,6                      | 7     |
|        | 5.     | 24      | 24      | 16. септембар 2008.  | 11. мај 2009.        | 13,5                      | 16    |
|        | 6.     | 22      | 22      | 21. септембар 2009.  | 17. мај 2010.        | 12,8                      | 22    |
|        | 7.     | 23      | 23      | 20. септембар 2010.  | 23. мај 2011.        | 10,3                      | 42    |
|        | 8.     | 22      | 22      | 3. октобар 2011.     | 21. мај 2012.        | 8,7                       | 58    |

## Рецепција
Након својих првих пет сезона, Хаус је био укључен у листу десет најбољих разних критичара; они су наведени у наставку по рангу.
| 2005                                                                                                   |
| --- |
| - 2 Newsday - 3 PopMatters - 3 USA Today - 4 The New York Times - 7 The Boston Globe - Chicago Tribune |

| 2006                          |
| ----------------------------- |
| - 6 Newsday - Chicago Tribune |

| 2007 |
| --- |
| - 2 Chicago Sun-Times - 2 Los Angeles Times - 5 The Boston Globe - 6 Newsday - 7 The New York Times - 7 The Star-Ledger - Chicago Tribune |

| 2008                                      |
| ----------------------------------------- |
| - 4 Los Angeles Times - Chicago Sun-Times |

| 2009                 |
| -------------------- |
| - The New York Times |

| Сезона | Епиздоа | Термин приказивања                                                                         | Премијера сезона    | Финале сезоне | ТВ сезона | Ранг | Гледаност (милиона) |
| ------ | ------- | ------------------------------------------------------------------------------------------ | ------------------- | ------------- | --------- | ---- | ------------------- |
| 1      | 22      | Уторак, 21:00                                                                              | 16. Новембар 2004.  | 24. Мај 2005. | 2004–2005 | #24  | 13.34               |
| 2      | 24      | Уторак, 21:00                                                                              | 13. Септембар 2005. | 23. Мај 2006. | 2005–2006 | #10  | 17.35               |
| 3      | 24      | Уторак, 20:00 (2006) Уторак, 21:00 (2006–2007)                                             | 5. Септембар 2006.  | 29. Мај 2007. | 2006–2007 | #5   | 19.95               |
| 4      | 16      | Уторак, 21:00 (2007–2008) Понедељак 21:00 (2008)                                           | 25. Септембар 2007. | 19. Мај 2008. | 2007–2008 | #7   | 17.64               |
| 5      | 24      | Уторак, 20:00 (2008) Понедељак 20:00 (2009)                                                | 16. Септембар 2008. | 11. Мај 2009. | 2008–2009 | #16  | 13.62               |
| 6      | 22      | Понедељак, 20:00                                                                           | 21. Септембар 2009. | 17. Мај 2010. | 2009–2010 | #22  | 12.76               |
| 7      | 23      | Понедељак, 20:00                                                                           | 20. Септембар 2010. | 23. Мај 2011. | 2010–2011 | #42  | 10.32               |
| 8      | 22      | Понедељак 21:00 (2011) Понедељак 20:00 (Јануар–Mарт 2012) Понедељак 21:00 (Април–Мај 2012) | 3. Октобар 2011.    | 21. Мај 2012. | 2011–2012 | #58  | 8.69                |